# Frangisole

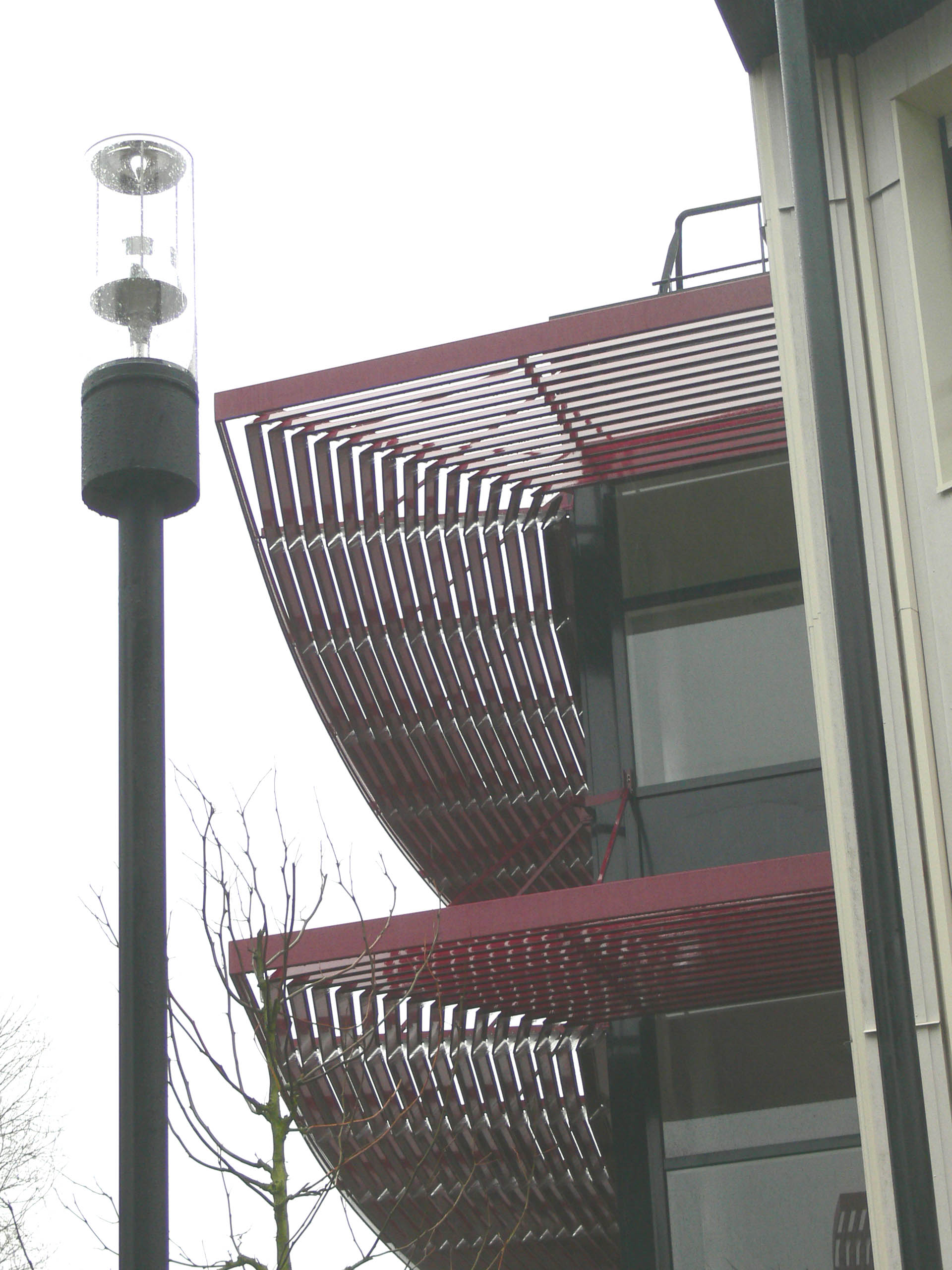
Dei frangisole in metallo su di un edificio pubblico

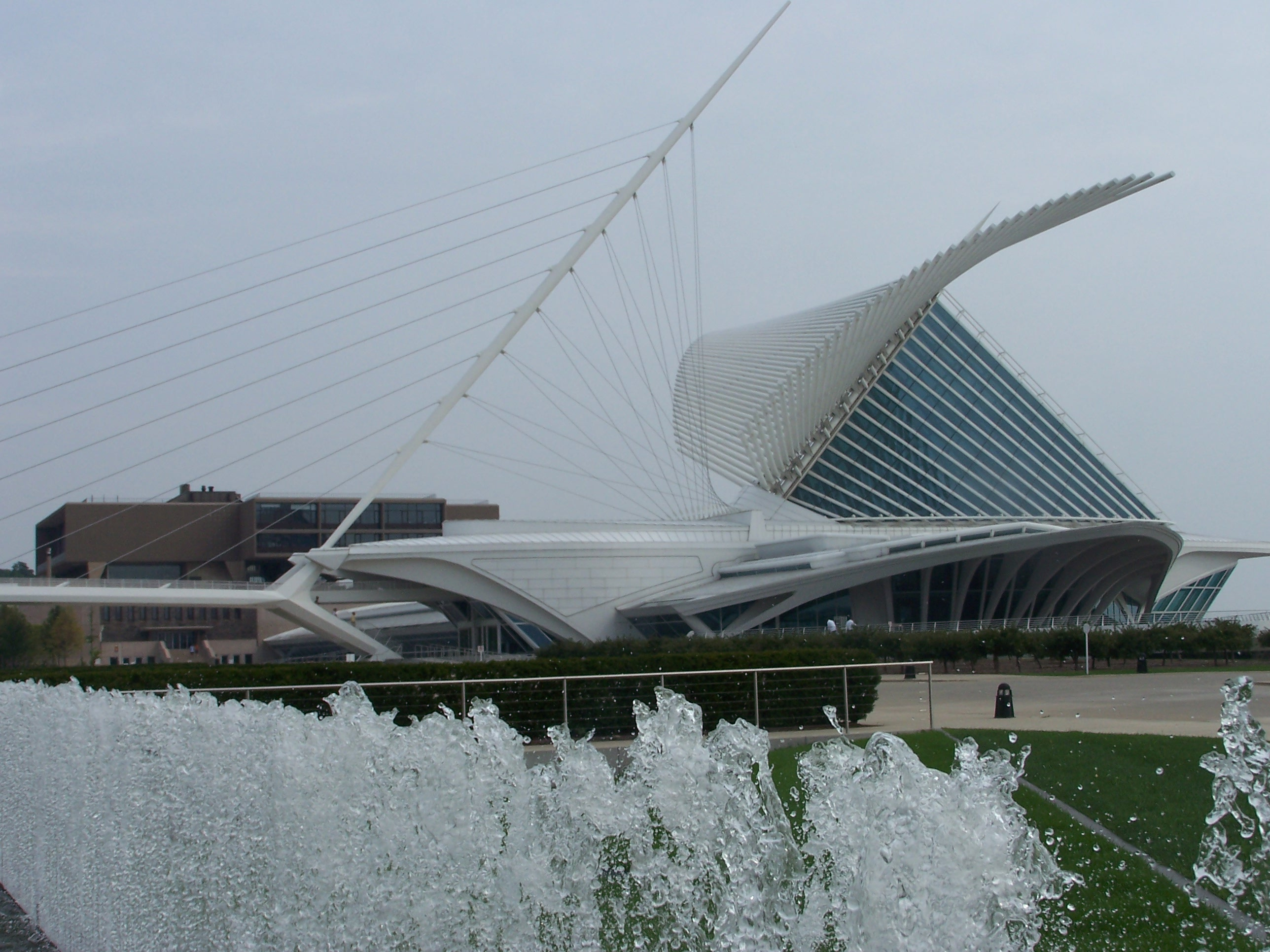
Gli enormi frangisole del Milwaukee Art Museum progettato da Santiago Calatrava

Un frangisole, spesso chiamato in francese brise-soleil, è un elemento d'architettura atto a proteggere dal soleggiamento delle facciate degli edifici o degli ambienti interni, al fine di ridurne il surriscaldamento, soprattutto in estate su edifici con grandi quantità di vetro e metalli. Il concetto di frangisole si ispira alla tenda veneziana.
Può essere realizzato in metallo, plastica (PVC) o legno ed avere una struttura fissa o mobile (orientabile), permettendo in questo secondo caso di regolare la quantità di radiazione solare che giunge alle aperture in modo diretto o per irraggiamento solare passivo.
È stato uno dei principali elementi compositivi utilizzati dall'architettura della seconda metà del XX secolo.
Uno dei primi architetti a farne uso in maniera sistematica fu Le Corbusier che ha caratterizzato molte delle sue opere del secondo dopoguerra con facciate costituite da profondi brise-soleil costituiti da setti in cemento armato integrati nella struttura stessa dell'edificio.
Oggi è un elemento molto diffuso soprattutto su edifici ad uso commerciale o pubblico. Sulle pale possono essere predisposti anche dei pannelli fotovoltaici.

## Voci correlate

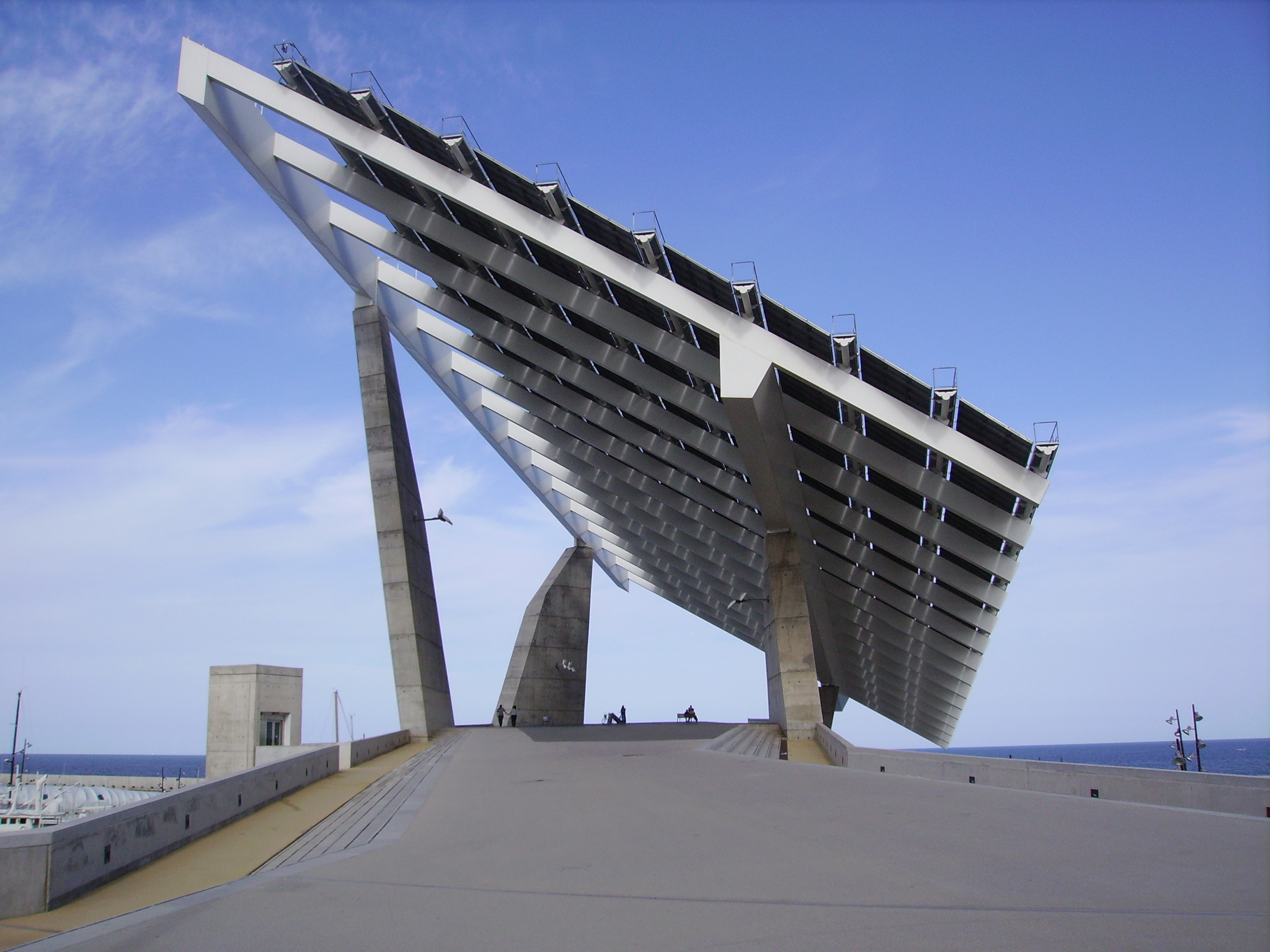
Una pergola fotovoltaica